# ツバメの谷
『ツバメの谷』(Swallowdale、ツバメのたに)は、イギリスの作家アーサー・ランサムによる子ども向けの冒険小説で、1931年ジョナサン・ケープから初めて刊行された。この本では、子どもたちの敵役になるブラケット姉妹の大叔母マリア・ターナーを加えて、湖の周りの丘や荒れ地でキャンプをするウォーカー家の子どもたち(ツバメ号)とブラケット姉妹(アマゾン号)が描かれる。 これは「ツバメ号とアマゾン号シリーズ」の第二作目にあたる。これに続く第三作は、老水夫ピーター・ダックと知り合いになり、帆船ヤマネコ号でイギリス海峡に船出をする「ヤマネコ号の冒険」(Peter Duck)である。ランサムは湖水地方に住んでいて、地元の農業コミュニティとの長年にわたる出会いの経験と記憶を作品に取り込んでいる。ランサムはしばしば、オールドマン・オブ・コニストンに登り、本ではこれが子どもたちのいうカンチェンジュンガになっている。ランサムがこの本を執筆中、ヒマラヤのカンチェンジュンガへの遠征はニュースで大きく取り上げられていた。

## あらすじ
湖のほとりで 2 回目の夏休みを過ごすためにヤマネコ島に戻ったツバメ号の仲間たちは、アマゾン号の姉妹がフリント船長と「素朴なトラブル」に見舞われて困っているのを知る。
大叔母のマリア・ターナーが滞在するようになり、彼女が昔気質の「ちゃんとした」行動にこだわる人で、アマゾンの海賊たちに食事の準備ができて時間通りに食事をする「若いお嬢様」らしく振る舞うことを要求するのだ。
それでも、ナンシーとペギーは大叔母の目をかいくぐって、ウォーカー家の子どもたちと一緒に遊べるようにを手配するが、途中でツバメ号が尖った岩に座礁して沈没してしまう。
全員が救出され、ボートも引き揚げられたが、修理が必要なため、島でのキャンプは不可能になる。ツバメ号の「船長」ジョンは、船を指揮しながら直観に従うことについていくつかの貴重な人生の教訓を学び、ツバメ号のために新しいマストを作る間、事故を振り返る時間を得た。ヤマネコ島でのキャンプに代わる方法として、ロジャとティティが湖の上の 湿原にある美しい隠れた谷、ツバメの谷を見つけたことがきっかけだった。
ツバメ号の仲間たちは、ツバメの谷の秘密の洞窟、マスの水たまり、"ニッカーボッカーブレーカー "を発見し、湖水地方の生活の新しい冒険を楽しむ。
彼らは地元の木こりや農民に会い、猟犬にクロスカントリーコースを走らせるハウンドトレイルを見て、原野をトレッキングする。
アマゾン号の姉妹は時々しか逃げることができず、詩を暗記して暗唱することで帰宅が遅くなることで罰を与えられる。 最終的に大叔母は去り、ツバメ号とアマゾン号の仲間は、近くの代表的な丘「カンチェンジュンガ」（実際にはオールドマン・オブ・コニストン）の頂上で星空の下で眠るための遠征に乗り出す。そこにいる間、彼らは、 30年前に 「マッターホルン」を登ったときに、ブラケットの両親と叔父が残した小さなコインが入った箱を発見した。
翌朝、ジョンとスーザンがボートでアマゾンのキャンプ用品を運んでいる間、ロジャとティティは湿原を横切るブラッケン・アクロス(わらびの小道)をたどり、ツバメの谷に戻ろうとする。
２人のパーティは、濃く突然の霧の中で迷子になる。その事件が起きた後、年長の子どもたちがキャンプ地に戻って、２人が帰ってきていないことを発見する。
ティティは、何人かの木こりと一緒に車に乗せてもらって帰ってきて、ロジャが足首を捻挫し、（古い）炭焼き職人であるヤングビリーのところで泊めてもらったと説明する。翌日、負傷したロジャは担架でキャンプに運ばれる。
ツバメ号はついに修理され、この本はレースとごちそうで終わり、その後みんなはワイルドキャット島に戻る。

## 批評
ガーディアンに寄稿しているナターシャ・ウォルターは次のように述べている。
「ツバメの谷」は、もともと彼の友人であるラスセルズ・アバクロンビーの娘エリザベスに捧げられたものだった。

## 邦訳
- 『アーサー・ランサム全集 2』神宮輝夫 訳、岩波書店、1967年
- アーサー・ランサム『ツバメの谷』上下(岩波少年文庫 ; 172、173. [ランサム・サーガ][2] )神宮輝夫 訳. 岩波書店, 2011年